# Montastruc (Tarn-et-Garonne)
Pour les articles homonymes, voir Montastruc.
Montastruc est une commune française située dans le centre du département de Tarn-et-Garonne, en région Occitanie.
Sur le plan historique et culturel, la commune est dans le Quercy Blanc, correspondant à la partie méridionale du Quercy, devant son nom à ses calcaires lacustres du Tertiaire.
Exposée à un climat océanique altéré, elle est drainée par l'Aveyron, le ruisseau de Saint-Marc et par divers autres petits cours d'eau. La commune possède un patrimoine naturel remarquable : un site Natura 2000 (Les « vallées du Tarn, de l'Aveyron, du Viaur, de l'Agout et du Gijou »), un espace protégé (le « cours de la Garonne, de l'Aveyron, du Viaur et du Tarn ») et deux zones naturelles d'intérêt écologique, faunistique et floristique.
Montastruc est une commune rurale qui compte 297 habitants en 2022. Elle est dans l'unité urbaine de Lafrançaise et fait partie de l'aire d'attraction de Montauban. Ses habitants sont appelés les Montastrucois ou  Montastrucoises.

## Géographie

### Localisation
Commune de l'aire d'attraction de Montauban située dans le Quercy, à une quinzaine de kilomètres au nord de Montauban.

### Communes limitrophes
Les communes limitrophes sont  Lafrançaise, Piquecos et Villemade.
|             |            | Piquecos |
| Lafrançaise | Montastruc |          |
|             | Villemade  |          |

### Hydrographie

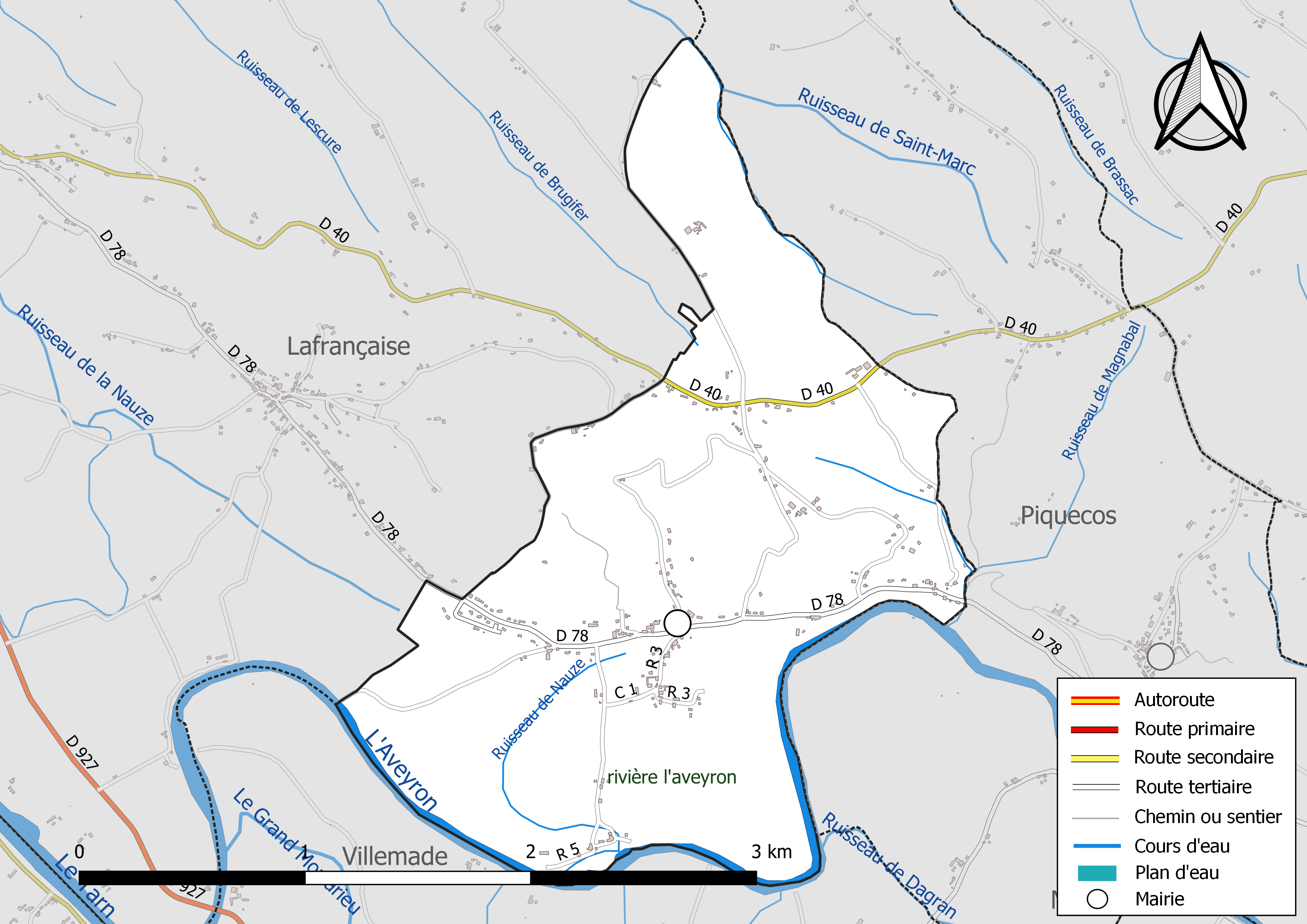
Réseaux hydrographique et routier de Montastruc.

La commune est dans le bassin versant de la Garonne, au sein du bassin hydrographique Adour-Garonne. Elle est drainée par l'Aveyron, le ruisseau de Saint-Marc, un bras de l'Aveyron, le ruisseau de Brugifer, le ruisseau de Magnabal, le ruisseau de Nauze et par divers petits cours d'eau, constituant un réseau hydrographique de 6 km de longueur totale,.
L'Aveyron, d'une longueur totale de 291 km, prend sa source dans la commune de Sévérac d'Aveyron et s'écoule d'est en ouest. Il traverse la commune et se jette dans le Tarn à Barry-d'Islemade, après avoir traversé 60 communes.

### Climat
Pour des articles plus généraux, voir Climat de l'Occitanie et Climat de Tarn-et-Garonne.
En 2010, le climat de la commune est de type climat du Bassin du Sud-Ouest, selon une étude du Centre national de la recherche scientifique s'appuyant sur une série de données couvrant la période 1971-2000. En 2020, Météo-France publie une typologie des climats de la France métropolitaine dans laquelle la commune est exposée à un climat océanique altéré et est dans la région climatique Aquitaine, Gascogne, caractérisée par une pluviométrie abondante au printemps, modérée en automne, un faible ensoleillement au printemps, un été chaud (19,5 °C), des vents faibles, des brouillards fréquents en automne et en hiver et des orages fréquents en été (15 à 20 jours).
Pour la période 1971-2000, la température annuelle moyenne est de 13 °C, avec une amplitude thermique annuelle de 15,9 °C. Le cumul annuel moyen de précipitations est de 786 mm, avec 11 jours de précipitations en janvier et 5,9 jours en juillet. Pour la période 1991-2020, la température moyenne annuelle observée sur la station météorologique de Météo-France la plus proche, « Montauban », sur la commune de Montauban à 10 km à vol d'oiseau, est de 13,9 °C et le cumul annuel moyen de précipitations est de 710,2 mm. 
La température maximale relevée sur cette station est de 42,6 °C, atteinte le 24 août 2023 ; la température minimale est de −20 °C, atteinte le 16 janvier 1985,,.
Les paramètres climatiques de la commune ont été estimés pour le milieu du siècle (2041-2070) selon différents scénarios d'émission de gaz à effet de serre à partir des nouvelles projections climatiques de référence DRIAS-2020. Ils sont consultables sur un site dédié publié par Météo-France en novembre 2022.

### Milieux naturels et biodiversité

#### Espaces protégés
La protection réglementaire est le mode d’intervention le plus fort pour préserver des espaces naturels remarquables et leur biodiversité associée,.
Un  espace protégé est présent sur la commune : 
le « cours de la Garonne, de l'Aveyron, du Viaur et du Tarn », objet d'un arrêté de protection de biotope, d'une superficie de 1 262,3 ha.

#### Réseau Natura 2000

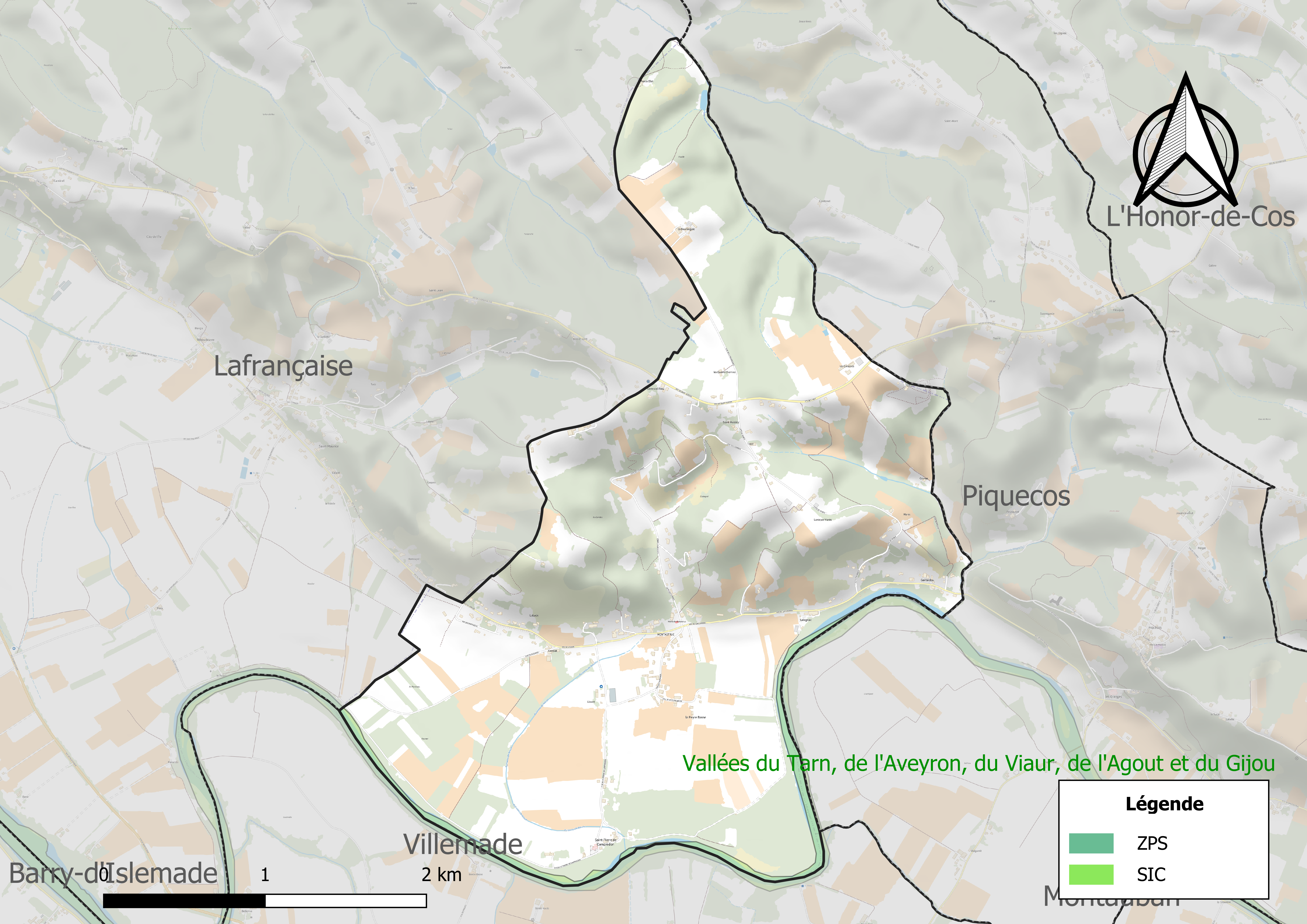
Site Natura 2000 sur le territoire communal.

Le réseau Natura 2000 est un réseau écologique européen de sites naturels d'intérêt écologique élaboré à partir des directives habitats et oiseaux, constitué de zones spéciales de conservation (ZSC) et de zones de protection spéciale (ZPS).
Un site Natura 2000 a été défini sur la commune au titre de la directive habitats : Les « vallées du Tarn, de l'Aveyron, du Viaur, de l'Agout et du Gijou », d'une superficie de 17 144 ha, s'étendant sur 136 communes dont 41 dans l'Aveyron, 8 en Haute-Garonne, 50 dans le Tarn et 37 dans le Tarn-et-Garonne. Elles présentent une très grande diversité d'habitats et d'espèces dans ce vaste réseau de cours d'eau et de gorges. La présence de la Loutre d'Europe et de la moule perlière d'eau douce est également d'un intérêt majeur.

#### Zones naturelles d'intérêt écologique, faunistique et floristique
L’inventaire des zones naturelles d'intérêt écologique, faunistique et floristique (ZNIEFF) a pour objectif de réaliser une couverture des zones les plus intéressantes sur le plan écologique, essentiellement dans la perspective d’améliorer la connaissance du patrimoine naturel national et de fournir aux différents décideurs un outil d’aide à la prise en compte de l’environnement dans l’aménagement du territoire.
Une ZNIEFF de type 1 est recensée sur la commune :
la « rivière Aveyron » (3 500 ha), couvrant 63 communes dont 38 dans l'Aveyron, cinq dans le Tarn et 20 dans le Tarn-et-Garonne et une ZNIEFF de type 2, : 
la « vallée de l' Aveyron » (14 644 ha), couvrant 68 communes dont 41 dans l'Aveyron, cinq dans le Tarn et 22 dans le Tarn-et-Garonne.

Carte des ZNIEFF de type 1 et 2 à Montastruc.
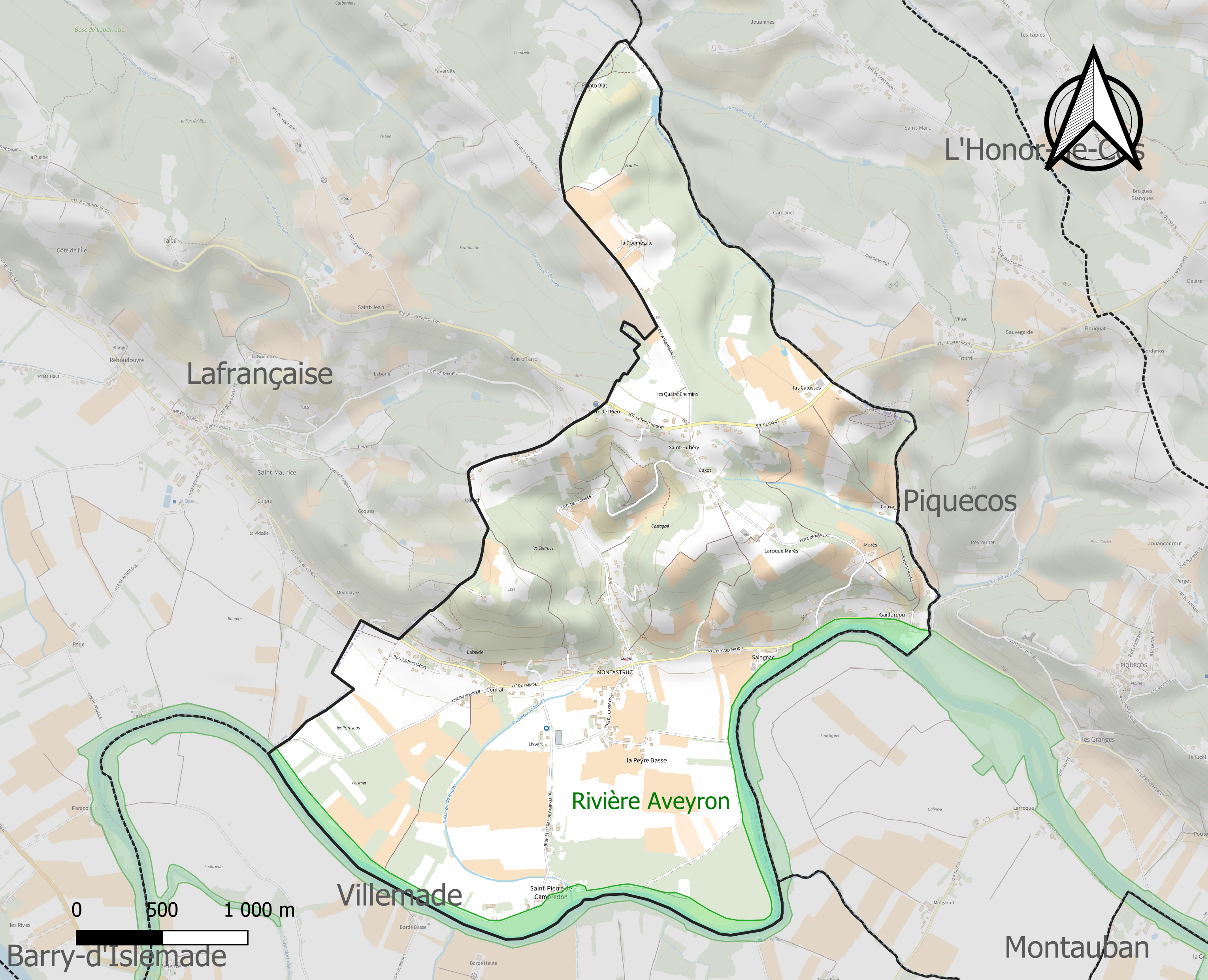
Carte de la ZNIEFF de type 1 sur la commune.
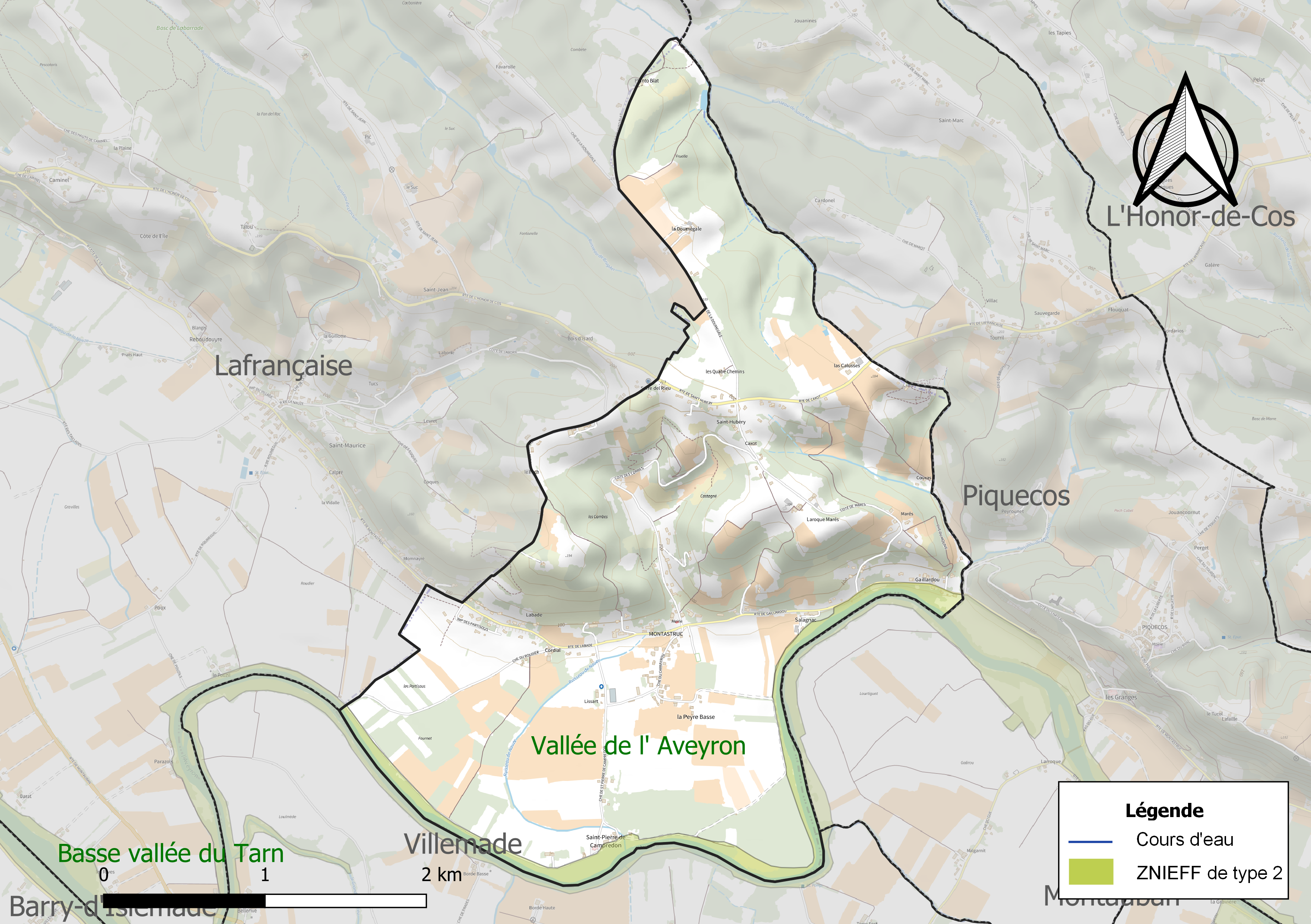
Carte de la ZNIEFF de type 2 sur la commune.

## Urbanisme

### Typologie
Au 1er janvier 2024, Montastruc est catégorisée commune rurale à habitat dispersé, selon la nouvelle grille communale de densité à sept niveaux définie par l'Insee en 2022.
Elle appartient à l'unité urbaine de Lafrançaise, une agglomération intra-départementale regroupant deux  communes, dont elle est une commune de la banlieue,,. Par ailleurs la commune fait partie de l'aire d'attraction de Montauban, dont elle est une commune de la couronne,. Cette aire, qui regroupe 50 communes, est catégorisée dans les aires de 50 000 à moins de 200 000 habitants,.

### Occupation des sols
L'occupation des sols de la commune, telle qu'elle ressort de la base de données européenne d’occupation biophysique des sols Corine Land Cover (CLC), est marquée par l'importance des territoires agricoles (85,1 % en 2018), une proportion identique à celle de 1990 (85,1 %). La répartition détaillée en 2018 est la suivante : 
zones agricoles hétérogènes (65,9 %), cultures permanentes (16,7 %), forêts (14,9 %), terres arables (2,5 %). L'évolution de l’occupation des sols de la commune et de ses infrastructures peut être observée sur les différentes représentations cartographiques du territoire : la carte de Cassini (XVIIIe siècle), la carte d'état-major (1820-1866) et les cartes ou photos aériennes de l'IGN pour la période actuelle (1950 à aujourd'hui).

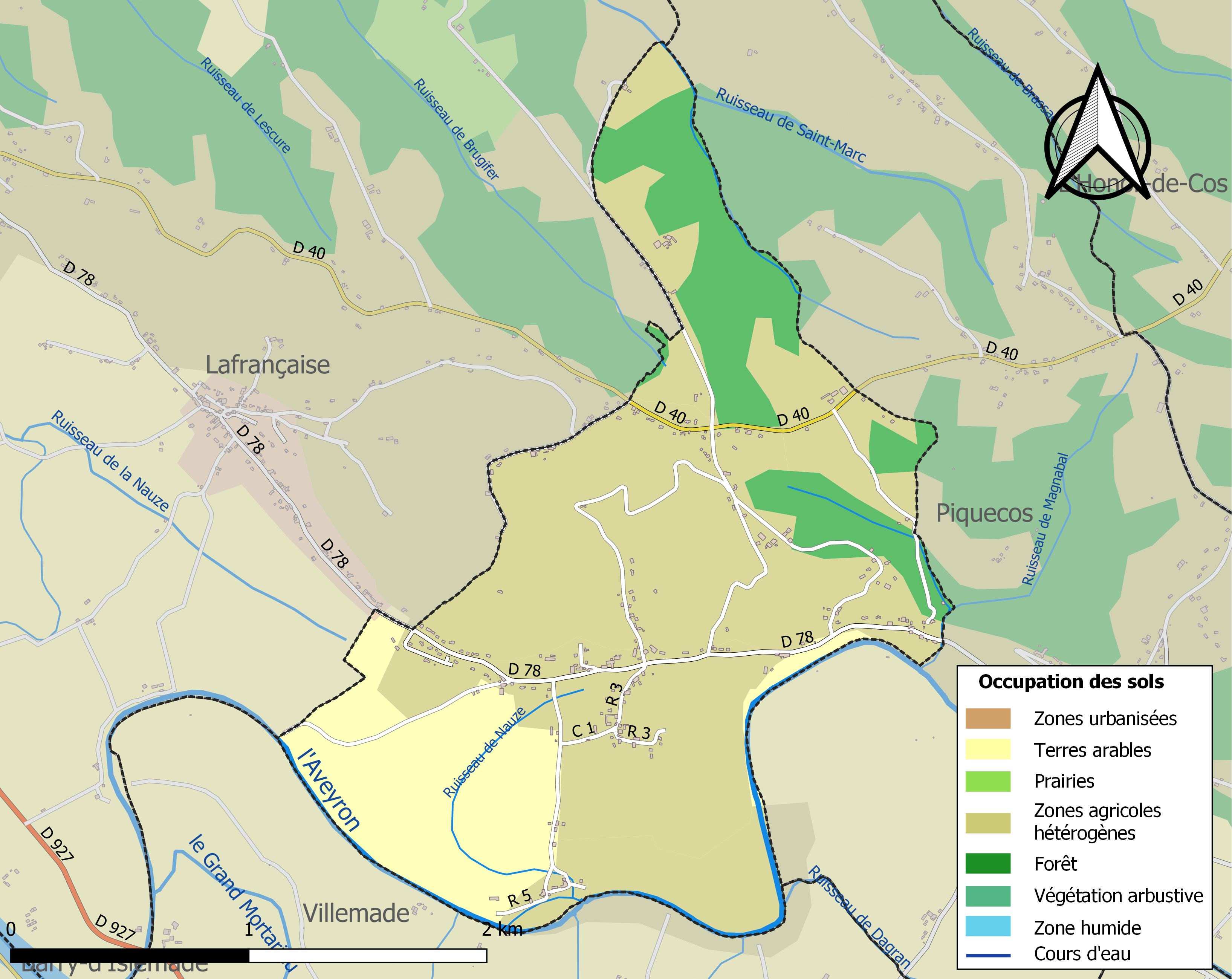
Carte des infrastructures et de l'occupation des sols de la commune en 2018 (CLC).

### Risques majeurs
Le territoire de la commune de Montastruc est vulnérable à différents aléas naturels : météorologiques (tempête, orage, neige, grand froid, canicule ou sécheresse), inondations, mouvements de terrains et séisme (sismicité très faible). Il est également exposé à deux risques technologiques,  le transport de matières dangereuses et la rupture d'un barrage. Un site publié par le BRGM permet d'évaluer simplement et rapidement les risques d'un bien localisé soit par son adresse soit par le numéro de sa parcelle.

#### Risques naturels
Certaines parties du territoire communal sont susceptibles d’être affectées par le risque d’inondation par débordement de cours d'eau, notamment l'Aveyron. La cartographie des zones inondables en ex-Midi-Pyrénées réalisée dans le cadre du XIe Contrat de plan État-région, visant à informer les citoyens et les décideurs sur le risque d’inondation, est accessible sur le site de la DREAL Occitanie. La commune a été reconnue en état de catastrophe naturelle au titre des dommages causés par les inondations et coulées de boue survenues en 1982, 1993, 1999 et 2021,.
Montastruc est exposée au risque de feu de forêt. Le département de Tarn-et-Garonne présentant toutefois globalement un niveau d’aléa moyen à faible très localisé, aucun Plan départemental de protection des forêts contre les risques d’incendie de forêt (PFCIF) n'a été élaboré. Le débroussaillement aux abords des maisons constitue l’une des meilleures protections pour les particuliers contre le feu,.

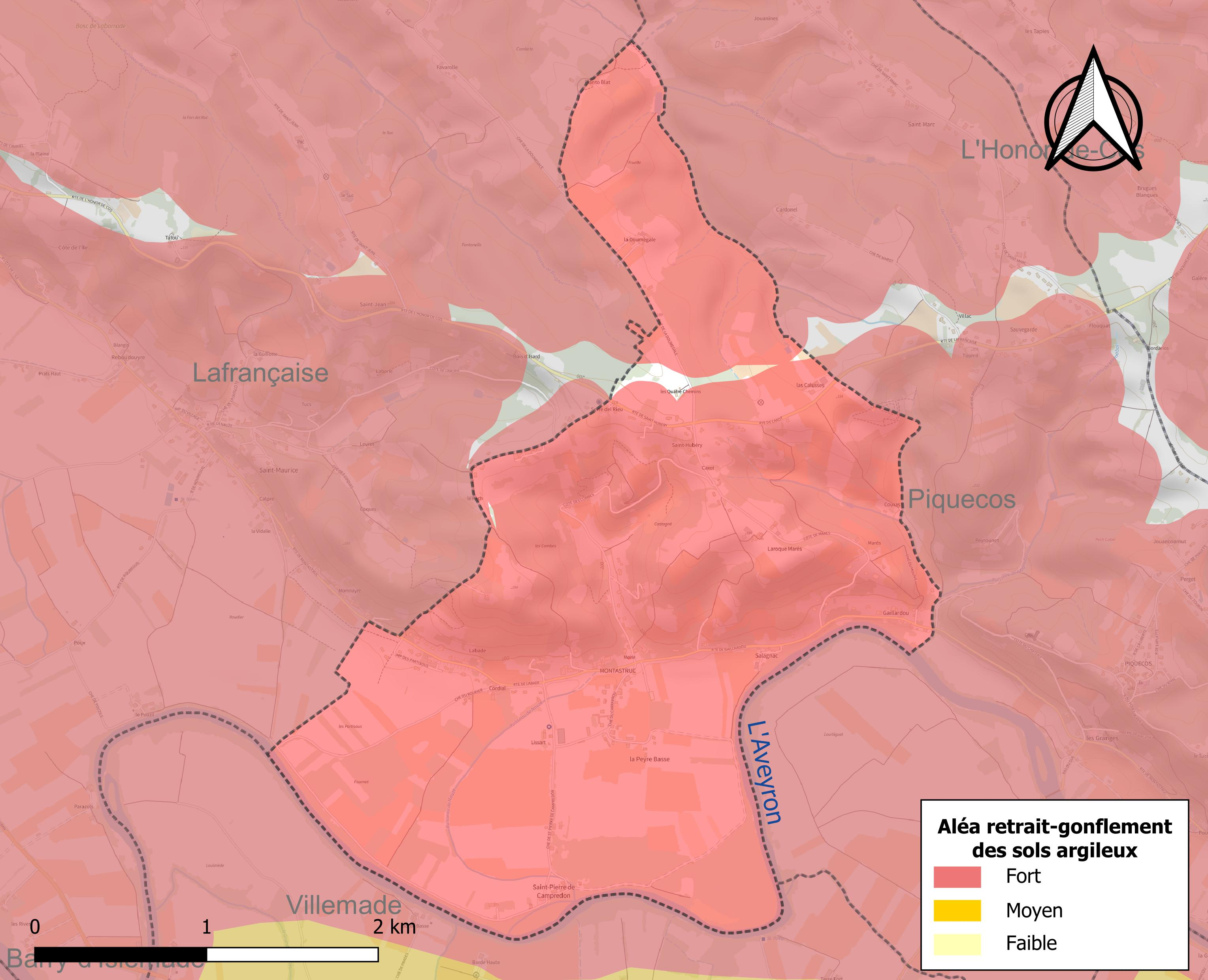
Carte des zones d'aléa retrait-gonflement des sols argileux de Montastruc.

Les mouvements de terrains susceptibles de se produire sur la commune sont des tassements différentiels.
Le retrait-gonflement des sols argileux est susceptible d'engendrer des dommages importants aux bâtiments en cas d’alternance de périodes de sécheresse et de pluie. 99,1 % de la superficie communale est en aléa moyen ou fort (92 % au niveau départemental et 48,5 % au niveau national). Sur les 135 bâtiments dénombrés sur la commune en 2019, 134 sont en aléa moyen ou fort, soit 99 %, à comparer aux 96 % au niveau départemental et 54 % au niveau national. Une cartographie de l'exposition du territoire national au retrait gonflement des sols argileux est disponible sur le site du BRGM,.
Par ailleurs, afin de mieux appréhender le risque d’affaissement de terrain, l'inventaire national des cavités souterraines permet de localiser celles situées sur la commune.
Concernant les mouvements de terrains, la commune a été reconnue en état de catastrophe naturelle au titre des dommages causés par la sécheresse en 1989, 1998, 2003, 2011 et 2017 et par des mouvements de terrain en 1999.

#### Risques technologiques
Le risque de transport de matières dangereuses sur la commune est lié à sa traversée par des infrastructures routières ou ferroviaires importantes ou la présence d'une canalisation de transport d'hydrocarbures. Un accident se produisant sur de telles infrastructures est susceptible d’avoir des effets graves sur les biens, les personnes ou l'environnement, selon la nature du matériau transporté. Des dispositions d’urbanisme peuvent être préconisées en conséquence.
La commune est en outre située en aval du barrage de Pareloup, un ouvrage de classe A dans l'Aveyron sur les rivières Aveyron et Viaur, disposant d'une retenue de 169 millions de mètres cubes. À ce titre elle est susceptible d’être touchée par l’onde de submersion consécutive à la rupture de cet ouvrage.

## Toponymie
Le nom de Montastruc est d’origine occitane et signifie chanceux, né sous une bonne étoile (« astruc »).

## Histoire
Les origines du village remontent au temps des Romains : on trouve encore des ruines à Saint-Pierre.

## Politique et administration
| Période                                  | Période  | Identité                       | Étiquette | Qualité |
| ---------------------------------------- | -------- | ------------------------------ | --------- | ------- |
| Les données manquantes sont à compléter. |          |                                |           |         |
| 1792                                     | 1796     | Eymerie Delbreil               |           |         |
| 1796                                     | 1796     | Jean Delbreil                  |           |         |
| 1796                                     | 1798     | Jean Delbreil-Lapalme          |           |         |
| 1798                                     | 1800     | Amans Campech                  |           |         |
| 1800                                     | 1816     | Jean Delbreil                  |           |         |
| 1816                                     | 1818     | Jean Antoine Louis de Savignac |           |         |
| 1818                                     | 1829     | Jean Delbreil                  |           |         |
| 1829                                     | 1837     | Paul Galibert                  |           |         |
| 1837                                     | 1854     | Marc Ainé Lanis                |           |         |
| 1854                                     | 1856     | Louis Jean Paga-Langle         |           |         |
| 1856                                     | 1857     | Antoine Coutelle Delrieu       |           |         |
| 1857                                     | 1860     | Louis Marc Mounet              |           |         |
| 1860                                     | 1867     | Jean-Auguste Laroque           |           |         |
| 1867                                     | 1876     | François Mercadier             |           |         |
| 1876                                     | 1877     | Jean Campech                   |           |         |
| 1877                                     | 1905     | François Mercadier             |           |         |
| 1905                                     | 1942     | Léon Bozouls                   |           |         |
| 1942                                     | 1953     | Albert Mounet                  |           |         |
| 1953                                     | 1970     | Éloi Vergnes                   |           |         |
| 1970                                     | 1989     | Gérard Loubatières             |           |         |
| mars 1989                                | 2020     | Charles Malmon                 |           |         |
| 2020                                     | En cours | Jean-Luc Silot                 |           |         |

## Démographie
Les habitants de la commune sont appelés les Montastrucois.

L'évolution du nombre d'habitants est connue à travers les recensements de la population effectués dans la commune depuis 1793. Pour les communes de moins de 10 000 habitants, une enquête de recensement portant sur toute la population est réalisée tous les cinq ans, les populations de référence des années intermédiaires étant quant à elles estimées par interpolation ou extrapolation. Pour la commune, le premier recensement exhaustif entrant dans le cadre du nouveau dispositif a été réalisé en 2008.

En 2022, la commune comptait 297 habitants, en évolution de −8,33 % par rapport à 2016 (Tarn-et-Garonne : +3,12 %, France hors Mayotte : +2,11 %).
| 1793 | 1800 | 1806 | 1821 | 1831 | 1836 | 1841 | 1846 | 1851 |
| ---- | ---- | ---- | ---- | ---- | ---- | ---- | ---- | ---- |
| 494  | 447  | 455  | 544  | 569  | 542  | 516  | 526  | 508  |

| 1856 | 1861 | 1866 | 1872 | 1876 | 1881 | 1886 | 1891 | 1896 |
| ---- | ---- | ---- | ---- | ---- | ---- | ---- | ---- | ---- |
| 455  | 468  | 455  | 420  | 384  | 350  | 331  | 316  | 313  |

| 1901 | 1906 | 1911 | 1921 | 1926 | 1931 | 1936 | 1946 | 1954 |
| ---- | ---- | ---- | ---- | ---- | ---- | ---- | ---- | ---- |
| 302  | 306  | 291  | 254  | 241  | 249  | 251  | 230  | 222  |

| 1962 | 1968 | 1975 | 1982 | 1990 | 1999 | 2006 | 2008 | 2013 |
| ---- | ---- | ---- | ---- | ---- | ---- | ---- | ---- | ---- |
| 257  | 253  | 206  | 189  | 209  | 217  | 259  | 272  | 319  |

| 2018 | 2022 | - | - | - | - | - | - | - |
| ---- | ---- | - | - | - | - | - | - | - |
| 298  | 297  | - | - | - | - | - | - | - |

## Économie

### Revenus
En 2018, la commune compte 120 ménages fiscaux, regroupant 309 personnes. La médiane du revenu disponible par unité de consommation est de 22 250 € (20 140 € dans le département).

### Emploi
|                | 2008  | 2013   | 2018   |
| -------------- | ----- | ------ | ------ |
| Commune        | 2,3 % | 8,5 %  | 1,1 %  |
| Département    | 8,4 % | 10,2 % | 10,3 % |
| France entière | 8,3 % | 10 %   | 10 %   |

En 2018, la population âgée de 15 à 64 ans s'élève à 174 personnes, parmi lesquelles on compte 77 % d'actifs (75,9 % ayant un emploi et 1,1 % de chômeurs) et 23 % d'inactifs,. Depuis 2008, le taux de chômage communal (au sens du recensement) des 15-64 ans est inférieur à celui de la France et du département.
La commune fait partie de la couronne de l'aire d'attraction de Montauban, du fait qu'au moins 15 % des actifs travaillent dans le pôle,. Elle compte 29 emplois en 2018, contre 42 en 2013 et 24 en 2008. Le nombre d'actifs ayant un emploi résidant dans la commune est de 138, soit un indicateur de concentration d'emploi de 21 % et un taux d'activité parmi les 15 ans ou plus de 60,6 %.
Sur ces 138 actifs de 15 ans ou plus ayant un emploi, 22 travaillent dans la commune, soit 16 % des habitants. Pour se rendre au travail, 92,8 % des habitants utilisent un véhicule personnel ou de fonction à quatre roues, 0,7 % les transports en commun, 1,4 % s'y rendent en deux-roues, à vélo ou à pied et 5,1 % n'ont pas besoin de transport (travail au domicile).

### Activités hors agriculture
26 établissements sont implantés  à Montastruc au 31 décembre 2019.
Le secteur de la construction est prépondérant sur la commune puisqu'il représente 30,8 % du nombre total d'établissements de la commune (8 sur les 26 entreprises implantées  à Montastruc), contre 14,9 % au niveau départemental.

### Agriculture
La commune est dans le « Bas-Quercy de Montpezat », une petite région agricole couvrant une bande nord  du département de Tarn-et-Garonne. En 2020, l'orientation technico-économique de l'agriculture  sur la commune est la culture de fruits ou d'autres cultures permanentes. 
|               | 1988 | 2000 | 2010 | 2020 |
| ------------- | ---- | ---- | ---- | ---- |
| Exploitations | 27   | 16   | 12   | 12   |
| SAU (ha)      | 301  | 242  | 202  | 201  |

Le nombre d'exploitations agricoles en activité et ayant leur siège dans la commune est passé de 27 lors du recensement agricole de 1988  à 16 en 2000 puis à 12 en 2010 et enfin à 12 en 2020, soit une baisse de 56 % en 32 ans. Le même mouvement est observé à l'échelle du département qui a perdu pendant cette période 57 % de ses exploitations,. La surface agricole utilisée sur la commune a également diminué, passant de 301 ha en 1988 à 201 ha en 2020. Parallèlement la surface agricole utilisée moyenne par exploitation a augmenté, passant de 11 à 17 ha.

## Culture locale et patrimoine

### Lieux et monuments
- Église Saint-Pierre-ès-Liens de Saint-Pierre-de-Campredon date du XIIIe siècle. Elle a été incendiée à plusieurs reprises puis rebâtie au XVIIe siècle. Finalement, elle a été entièrement reconstruite en 1876 dans un style néo-gothique.
- Le célèbre ormeau de saint Pierre est rappelé par une croix sur un tertre. Voici un extrait historique parlant de cet ormeau, source Bibliothèque Nationale de France, Bulletin archéologique ["puis" et historique ; historique et artistique] publ. sous la dir. de la Société archéologique de Tarn-et-Garonne… 1898.p. 272 " Bientôt nous arrivons en face d'un bel arbre, dit Sully. Il y a plus de quarante ans que je ne l'avais vu. Il m'a semblé le même, et permettez-moi un souvenir de ce temps. Il y avait alors dans la propriété de Nivelle, près de Lagarde, de l'autre côté du Tarn, un ormeau presque semblable; or on me dit que les racines de ces deux arbres se touchaient, traversant ainsi l'Aveyron et le Tarn, et que c'était la raison de leur grande végétation. Dispensez-moi de vous donner les preuves de cette assertion. Le tronc a, à l'endroit le moins étendu, entre le commencement de l'écartement des branches et celui des racines, une circonférence de neuf mètres. Les photographes se mettent en mesure de prendre ce gigantesque ouvrage de la nature. Un membre donnant l'idée de l'ascension de l'arbre, cette idée est immédiatement suivie, et c'est ainsi que nous voyons M. le général Verrier, comme entraînant ses soldats, monter sur la branche la plus élevée."
- Le moulin, aujourd’hui en ruines, remonte au XIVe siècle et fut reconstruit au début du XIXe. Son plus célèbre meunier est le poète occitan Jean Castela qui prit la succession de son père. Le moulin cessa de fonctionner à la fin du XIXe siècle.

### Personnalités liées à la commune
- Jean Castela, poète occitan.

## Pour approfondir